# Guiratinga
Guiratinga é um município brasileiro do estado de Mato Grosso. Localiza-se a uma latitude 16º20'58" sul e a uma longitude 53º45'30" oeste, estando a uma altitude de 510 metros. Sua população, conforme estimativas do IBGE de 2020, era de 15 245 habitantes.

## História
A localidade foi criada com o nome de Santa Rita do Araguaia e Lajeado. Foi elevada a vila em 25 de outubro de 1921 (lei estadual nº 837) e a cidade em 4 de janeiro de 1930 (decreto estadual nº 891). Recebeu a denominação de "Guiratinga" em 1943.

## Últimos prefeitos eleitos
| Ano  | Prefeito         | Partido | Votos | %     | Ref    |
| ---- | ---------------- | ------- | ----- | ----- | ------ |
| 2004 | Helio Goulart    | PFL     | 5.248 | 65,76 | [ 8 ]  |
| 2008 | Gilmar Domingos  | DEM     | 4.887 | 69,67 | [ 9 ]  |
| 2012 | Helio Goulart    | DEM     | 4.254 | 61,04 | [ 10 ] |
| 2016 | Humberto Bolinha | PSDB    | 3.807 | 57,41 | [ 11 ] |
| 2020 | Barga Rosa       | DEM     | 3.060 | 48,39 | [ 12 ] |
| 2024 | Barga Rosa       | UB      | 3.783 | 57,95 | [ 13 ] |